# Мала Долина
Мала Долина (словен. Mala Dolina) је насељено место у општини Брежице, Посавска регија, Словенија.

## Историја
До територијалне реорганизације у Словенији била је у саставу старе општине Брежице.

## Становништво
У попису становништва из 2011. године, Мала Долина је имала 92 становника.
| Број становника према пописима | Број становника према пописима | Број становника према пописима |
| ------------------------------ | ------------------------------ | ------------------------------ |
| 1991                           | 2002                           | 2011                           |
| 89                             | 71                             | 92                             |